# .id
A .id Indonézia internetes legfelső szintű tartomány kódja, melyet 1993-ban hoztak létre.
Az elérhető második szintű tartományok:
- ac.id – felsőoktatási intézmények
- co.id – kereskedelmi társaságok
- net.id – kommunikáció/internetszolgáltatók
- or.id – formális szervezetek, közösségek
- web.id – informális szervezetek, személyek
- sch.id – iskola
- mil.id – hadsereg
- go.id – kormányzat

## Külső hivatkozások
- IANA .id információ Archiválva 2008. december 3-i dátummal a Wayback Machine-ben